# 拜謝 (婚禮)
拜谢是東亞漢字文化圈傳統婚禮中的一種儀式，在新郎離家親迎前以及新娘出門前拜谢父母，感謝父母養育之恩。

## 歷史
拜谢父母礼于先秦时期或更早原为行醮礼后，新人对父母行礼感谢其養育和教诲。当醮礼自汉朝以来演变成家长对新人酌酒以示祝福之后，拜谢礼随之演变成新人为家长酌酒以示感恩，也有些地區演變成敬茶。